# Haploclastus satyanus
Haploclastus satyanus är en spindelart som först beskrevs av Barman 1978.  Haploclastus satyanus ingår i släktet Haploclastus och familjen fågelspindlar. Inga underarter finns listade i Catalogue of Life.